# Zasu Pitts
Pour les articles homonymes, voir Pitts.
Zasu Pitts, de son vrai nom Eliza Susan Pitts, est une actrice américaine, née le 3 janvier 1894 à Parsons, Kansas, et morte le 7 juin 1963 à Hollywood, Californie.

## Biographie
Zasu Pitts a été mariée deux fois; une première fois avec John E. Woodall (du 8 octobre 1933 - jusqu'à son décès), puis avec Tom Gallery (du 23 juillet 1920 au 26 avril 1932), avec qui elle a eu a une fille.
Son nom d'actrice Zasu vient du fait que son père avait deux sœurs prénommées Elisa et Susan.
Elle fut l'actrice favorite d'Erich von Stroheim, qui l'appelait « la plus grande tragédienne de l'écran ».
Sa meilleure amie dans les années 1920 était l'actrice Barbara La Marr. En 1926, à la mort de cette dernière, Zasu et son mari (Tom Gallery) adoptèrent son fils Marvin. Il fut rebaptisé Don Gallery.
Elle meurt d'un cancer le 7 juin 1963.

## Filmographie

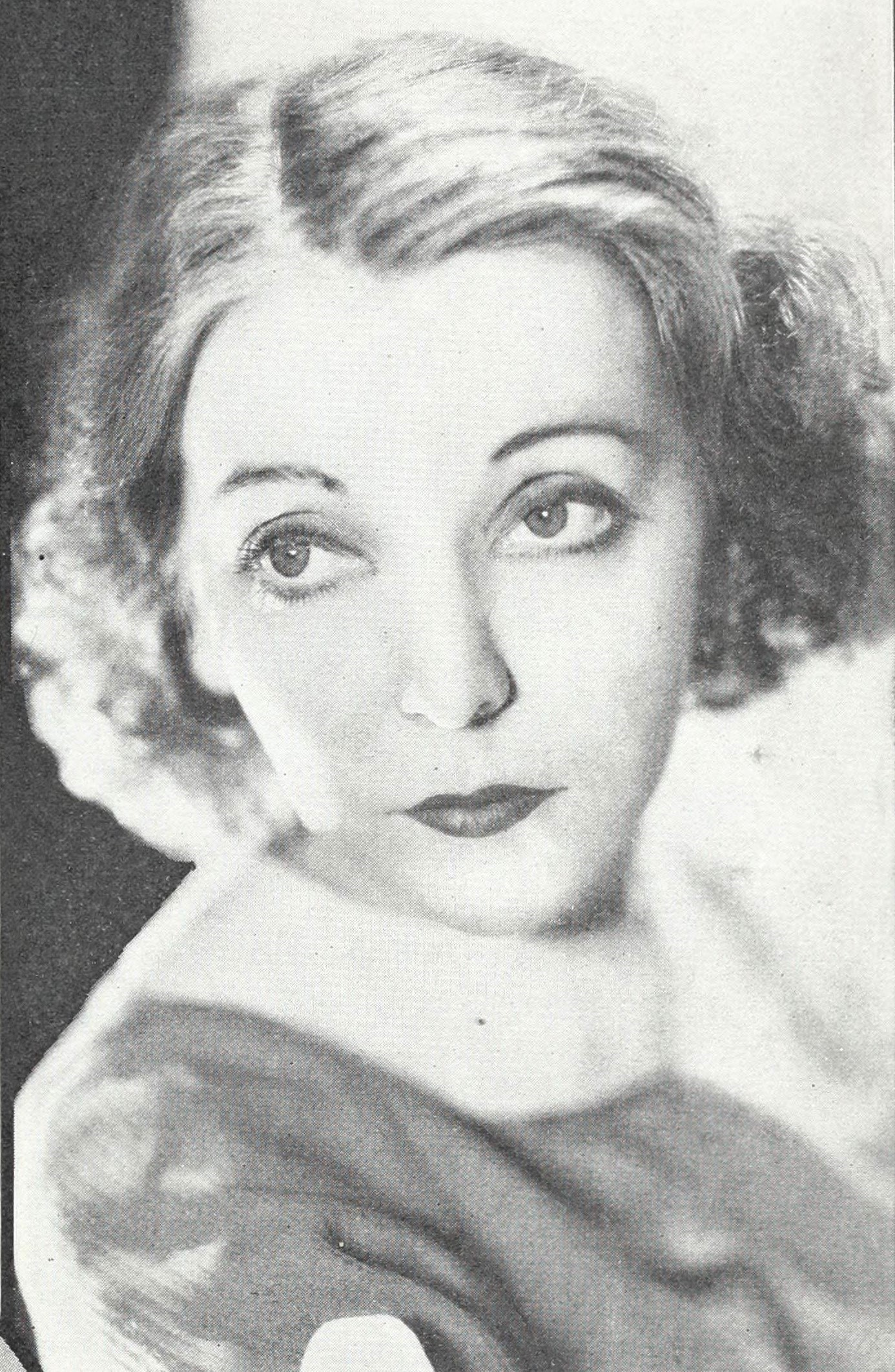
ZaSu Pitts en 1933.

### Années 1910
- 1917 : Uneasy Money
- 1917 : Tillie of the Nine Lives
- 1917 : A Desert Dilemma
- 1917 : His Fatal Beauty
- 1917 : He Had 'em Buffaloed
- 1917 : Canning the Cannibal King
- 1917 : The Battling Bellboy
- 1917 : O-My the Tent Mover
- 1917 : Behind the Map
- 1917 : Why They Left Home
- 1917 : Petit Démon (Rebecca of Sunnybrook Farm), de Marshall Neilan : rôle indéterminé
- 1917 : '49-'17 : une invitée à la fête
- 1917 : La Petite Princesse (The Little Princess) de Marshall Neilan : Becky
- 1917 : A Modern Musketeer
- 1918 : Who's Your Wife?
- 1918 : Bonsoir, Paul (en) (Good Night, Paul) de Walter Edwards : rôle indéterminé
- 1918 : L'École du bonheur (How Could You, Jean?), de William Desmond Taylor : ka petite-amie d'Oscar
- 1918 : The Pie Eyed Piper
- 1918 : A Society Sensation : Mary
- 1918 : La Flamme et le Papillon (The Talk of the Town) de Allen Holubar
- 1918 : A Lady's Name de Walter Edwards : Emily
- 1919 : As the Sun Went Down : Sal Sue
- 1919 : Men, Women, and Money : Katie Jones
- 1919 : Une idylle aux champs (Sunnyside), de Charles Chaplin : scène coupée au montage
- 1919 : Better Times, de King Vidor : Nancy Scroggs
- 1919 : The Other Half, de King Vidor : Jennie Jones, alias "The Jazz Kid"
- 1919 : Poor Relations, de King Vidor : Daisy Perkins

### Années 1920
- 1920 : Seeing It Through de Claude Mitchell : Betty Lawrence
- 1920 : Bright Skies de Henry Kolker : Sally
- 1920 : Heart of Twenty de Henry Kolker : Katie Abbott
- 1921 : Patsy de John McDermott : Patsy
- 1922 : Is Matrimony a Failure? de James Cruze : Mme Wilbur
- 1922 : For the Defense de Paul Powell : Jennie Dunn
- 1922 : Un jeune amour (Youth to Youth) d'Émile Chautard : Emily
- 1922 : A Daughter of Luxury de Paul Powell : Mary Cosgrove
- 1923 : La Folie d'un soir (Poor Men's Wives) de Louis Gasnier : Apple Annie
- 1923 : The Girl Who Came Back de Tom Forman : Anastasia Muldoon
- 1923 : La Sagesse de trois vieux fous (Three Wise Fools) de King Vidor : Mickey
- 1923 : Un nouveau Napoléon (Tea: With a Kick!) d'Erle C. Kenton : Brainy' Jones
- 1923 : West of the Water Tower de Rollin S. Sturgeon : Dessie Arnhalt
- 1924 : Daughters of Today de Rollin S. Sturgeon : Lorena
- 1924 : L'École des cocottes (The Goldfish) de Jerome Storm : Amelia Pugsley
- 1924 : Triomphe (Triumph) de Cecil B. DeMille : une fille de l'usine
- 1924 : Souvent femme varie (Changing Husbands) de Paul Iribe et Frank Urson : Delia
- 1924 : Legend of Hollywood de Renaud Hoffman : Mary Brown
- 1924 : The Fast Set de William C. de Mille : Mona
- 1924 : Secrets of the Night de Herbert Blaché : Celia Stebbins
- 1924 : Les Rapaces (Greed) d'Erich von Stroheim : Trina
- 1925 : La Rançon (The Great Divide) de Reginald Barker : Polly Jordan
- 1925 : The Re-Creation of Brian Kent (en) de Sam Wood : Judy
- 1925 : Old Shoes de Frederick Stowers
- 1925 : Les Feux de la rampe (Pretty Ladies) de Monta Bell : Maggie Keenan
- 1925 : A Woman's Faith d'Edward Laemmle : Blanche
- 1925 : The Business of Love de Jess Robbins
- 1925 : La Saltimbanque (Thunder Mountain) de Victor Schertzinger : Mandy Coulter
- 1925 : Notre héros (Lazybones) de Frank Borzage : Ruth Fanning
- 1925 : Si les hommes pouvaient (Wages for Wives), de Frank Borzage : Luella Logan
- 1925 : The Great Love de Marshall Neilan : Nancy
- 1926 : Marisa, l'enfant volée (Mannequin) de James Cruze : Annie Pogani
- 1926 : Les Mésaventures de Jones (What happened to Jones) de William A. Seiter : Hilda
- 1926 : Monte-Carlo de Christy Cabanne : Hope Durant
- 1926 : Le Diable par la queue (Early to Wed) de Frank Borzage : Mme Dugan
- 1926 : Son premier succès (Sunny Side Up) de Donald Crisp : Evelyn
- 1926 : Risky Business d'Alan Hale : Agnes Wheaton
- 1926 : Étoile par intérim (Her Big Night) de Melville W. Brown : Gladys Smith
- 1927 : Casey at the Bat de Monte Brice : Camille
- 1928 : 13 Washington Square de Melville W. Brown : Mathilde
- 1928 : Wife Savers de Ralph Ceder : Germaine
- 1928 : Buck Privates de Melville W. Brown : Hulda
- 1928 : La Symphonie nuptiale (The Wedding March) d'Erich von Stroheim : Cecelia Schweisser
- 1928 : Les Fautes d'un père (Sins of the Fathers) de Ludwig Berger : Mère Spengler
- 1929 : L'Aspirant détective (The Dummy) de Robert Milton : Rose Gleason
- 1929 : Tempête (The Squall) d'Alexander Korda : Lena
- 1929 : Twin Beds (en) d'Alfred Santell : Tillie
- 1929 : The Argyle Case d'Howard Bretherton : Mme Wyatt
- 1929 : Her Private Life d'Alexander Korda : Timmins
- 1929 : Oh, Yeah! de Tay Garnett : The Elk
- 1929 : Le Mirage de Paris de Clarence G. Badger : Harriet
- 1929 : Le Signe sur la porte (The Locked Door) de George Fitzmaurice : Fille au téléphone
- 1929 : This Thing Called Love de Paul Ludwig Stein : Clara Bertrand

### Années 1930
- 1930 : No, No, Nanette, de Clarence G. Badger : Pauline
- 1930 : Honey de Wesley Ruggles : Mayme
- 1930 : À l'Ouest, rien de nouveau (All Quiet on the Western Front), de Lewis Milestone : Mme Baumer - Version muette
- 1930 : The Devil's Holiday d'Edmund Goulding : Ethel
- 1930 : The Little Accident de William J. Craft : Monica
- 1930 : The Squealer : Bella
- 1930 : Monte-Carlo, d'Ernst Lubitsch : Bertha
- 1930 : War Nurse, d'Edgar Selwyn : Cushie
- 1930 : The Lottery Bride de Paul Ludwig Stein : Hilda
- 1930 : River's End : Louise
- 1930 : Sin Takes a Holiday : Anna 'Annie'
- 1930 : Passion Flower : Mme Harney, la logeuse / l'infirmière
- 1930 : Free Love : Ada, la bonne
- 1931 : Finn and Hattie : Mme Haddock
- 1931 : The Bad Sister, de Hobart Henley : Minnie
- 1931 : Beyond Victory : Mlle Fritzi Mobley
- 1931 : Seed, de John M. Stahl : Jennie
- 1931 : Let's Do Things
- 1931 : A Woman of Experience (en) : Katie
- 1931 : Their Mad Moment : Mlle Dibbs
- 1931 : Catch as Catch Can : Zasu
- 1931 : The Big Gamble : Nora Dugan
- 1931 : The Pajama Party : Zasu
- 1931 : Penrod and Sam : Mme Bassett
- 1931 : The Guardsman, de Sidney Franklin : Liesl, la bonne
- 1931 : War Mamas : Zasu
- 1931 : The Secret Witness (en) de Thornton Freeland : Bella
- 1931 : On the Loose, de Hal Roach : Zasu
- 1932 : C'est mon papa (en) (The Unexpected Father) de Thornton Freeland : Polly Perkins
- 1932 : L'Homme que j'ai tué (Broken Lullaby), d'Ernst Lubitsch : Anna, la bonne de Holderlin
- 1932 : Seal Skins
- 1932 : Steady Company (en) d'Edward Ludwig : Dot
- 1932 : Red Noses : Mlle Pitts
- 1932 : Shopworn, de Nick Grinde : Dot
- 1932 : Destry Rides Again (en) : Ouvrière Temperance
- 1932 : Strictly Unreliable : Pitts
- 1932 : The Trial of Vivienne Ware : Gladys Fairweather
- 1932 : Strangers of the Evening (en) : Sybil Smith
- 1932 : Westward Passage de Robert Milton : Mme Truesdale
- 1932 : The Old Bull : Zasu
- 1932 : Is My Face Red? : Opératrice
- 1932 : Make Me a Star : Mme Scudder
- 1932 : Roar of the Dragon (en) : Gabby tourist
- 1932 : The Vanishing Frontier de Phil Rosen : Tante Sylvia
- 1932 : Show Business : Zasu
- 1932 : Histoire d'un amour (Back Street) de John M. Stahl : Mme Dole
- 1932 : La Reine des girls (Blondie of the Follies) d'Edmund Goulding : Gertie
- 1932 : Alum and Eve : Zasu
- 1932 : The Crooked Circle (en) de H. Bruce Humberstone : Nora Rafferty
- 1932 : Une fois dans la vie (en) (Once in a Lifetime) de Russell Mack : Mlle Leyton
- 1932 : The Soilers : Zasu
- 1932 : Madison Sq. Garden : Florrie
- 1932 : Sneak Easily : Mlle Pitts, Woman of the Jury
- 1933 : They Just Had to Get Married : Molly
- 1933 : Asleep in the Feet : Zasu
- 1933: Maids a la Mode : Mlle Pitts
- 1933 : The Bargain of the Century
- 1933 : Out All Night : Bonny
- 1933 : Hello, Sister!, d'Erich von Stroheim : Millie
- 1933 : One Track Minds
- 1933 : Professional Sweetheart de William A. Seiter : Elmerada de Leon
- 1933 : Her First Mate : Mary Horner
- 1933 : Love, Honor and Oh Baby! : Connie Clark
- 1933 : Aggie Appleby Maker of Men : Sybby 'Sib'
- 1933 : Moi et le Baron (Meet the Baron) de Walter Lang : Zasu
- 1933 : Mr. Skitch (en) de James Cruze : Mme Maddie Skitch
- 1934 : The Meanest Gal in Town (en) de Russell Mack : Tillie Prescott
- 1934 : Deux tout seuls (Two Alone) d'Elliott Nugent : Esthey Roberts
- 1934 : Three on a Honeymoon de James Tinling : Alice Mudge
- 1934 : Sing and Like It (en) de William A. Seiter : Annie Snodgrass
- 1934 : Love Birds (en) de William A. Seiter : Araminta Tootle
- 1934 : Private Scandal (en) de Ralph Murphy : Mlle Coates
- 1934 : Dames, de Ray Enright et Busby Berkeley : Matilda Ounce Hemingway
- 1934 : Their Big Moment (en) de James Cruze : Tillie Whim
- 1934 :  Mrs. Wiggs of the Cabbage Patch de Norman Taurog : Mlle Tabitha Hazy, la vieille fille
- 1934 : La Joyeuse Fiancée (The Gay Bride) de Jack Conway : Mirabelle
- 1935 : L'Extravagant Mr Ruggles (Ruggles of Red Gap), de Leo McCarey : Prunella Judson
- 1935 : Spring Tonic de Clyde Bruckman : Maggie
- 1935 : She Gets Her Man de William Nigh : Esmeralda
- 1935 : Hot Tip (en) de Ray McCarey : Belle McGill
- 1935 : Going Highbrow de Robert Florey : Cora Upshaw
- 1935 : The Affair of Susan de Kurt Neumann : Susan Todd
- 1936 : Treize Heures dans l'air (Thirteen Hours by Air) de Mitchell Leisen : Mlle Harkins
- 1936 : Mad Holiday (en) de George B. Seitz : Mme Fay Kinney
- 1936 : Le Meurtre de John Carter (en) (The Plot Thickens) de Ben Holmes (en) : Hildegarde Withers
- 1936 : Sing Me a Love Song (en) de Ray Enright : Gwen Logan
- 1937 : Merry Comes to Town (en) de George King : Winnie Oatfield
- 1937 : Wanted (en) de George King : Winnie Oatfield
- 1937 : Forty Naughty Girls d'Edward F. Cline : Hildegarde Withers
- 1937 : 52nd Street (en) de Harold Young : Letitia Rondell
- 1939 : The Lady's from Kentucky d'Alexander Hall : Dulcey Lee
- 1939 : Fausses Notes (Naughty But Nice) de Ray Enright : tante Penelope Hardwick
- 1939 : Mickey the Kid (en) d'Arthur Lubin : Lilly
- 1939 : Edith Cavell (Nurse Edith Cavell) de Herbert Wilcox : Mme Moulin
- 1939 : Divorcé malgré lui (Eternally Yours), de Tay Garnett : Mme Carrie Bingham

### Années 1940
- 1940 : Rendez-vous à minuit (It All Came True) de Lewis Seiler : Mlle Flint
- 1940 : No, No, Nanette de Herbert Wilcox : Pauline
- 1941 : Uncle Joe (en) de Raymond E. Swartley et Howard M. Railsback : tante Julia
- 1941 : Broadway Limited (en) de Gordon Douglas : Myra Prottle
- 1941 : Niagara Falls de Gordon Douglas : Emmy Sawyer
- 1941 : Week-End for Three (en) d'Irving Reis : Anna, la bonne de Craig
- 1941 : Miss Polly de Fred Guiol : Mlle Pandora Polly
- 1941 : Mexican Spitfire's Baby de Leslie Goodwins : Mlle Emily Pepper
- 1942 : Mexican Spitfire at Sea de Leslie Goodwins : Mlle Pepper
- 1942 : The Bashful Bachelor (en) de Malcolm St. Clair : Geraldine
- 1942 : So's Your Aunt Emma (en) de Jean Yarbrough : tante Emma Bates
- 1942 : Tish (en) de S. Sylvan Simon : Aggie Pilkington
- 1943 : Let's Face It (en) de Sidney Lanfield : Cornelia Figeson
- 1946 : Breakfast in Hollywood de Harold D.  Schuster : Elvira Spriggens
- 1947 : Mariage parfait (The Perfect Marriage) de Lewis Allen : Rosa
- 1947 : Mon père et nous (Life with Father), de Michael Curtiz : cousine Cora Cartwright

### Années 1950
- 1950 : Francis, le mulet qui parle (Francis) d'Arthur Lubin : infirmière Valerie Humpert
- 1952 : Les Rivaux du rail (Denver and Rio Grande) de Byron Haskin : Jane Dwyer
- 1954 : Francis Joins the WACS d'Arthur Lubin : Lieutenant Valerie Humpert
- 1955 : Le Partenaire muet (Rookie of the year) de George Marshall : Selma
- 1956 : The Gale Storm Show (en) (série TV) : Elvira Nugent (1956-60) (épisodes inconnus)
- 1957 : Cette nuit ou jamais (This Could Be the Night) de Robert Wise : MmeKatie Shea

### Années 1960
- 1961 : Teenage Millionaire (en) de Lawrence Doheny (en) : Tante Theodora
- 1963 : Le Piment de la vie (The Thrill of It All), de Norman Jewison : Olivia
- 1963 : Un monde fou, fou, fou, fou (It's a Mad Mad Mad Mad World), de Stanley Kramer : Gertie